# 1355 Magoeba
Az 1355 Magoeba (ideiglenes jelöléssel 1935 HE) egy kisbolygó a Naprendszerben. Cyril Jackson fedezte fel 1935. április 30-án, Johannesburgban.